# 艾伯特·希尔
艾伯特·乔治·希尔（英語：Albert George Hill，1889年3月24日—1969年1月8日），英国前男子田径运动员。他曾在1920年夏季奥运会田径比赛中获得男子800米和1500米金牌，以及3000米团体银牌。2010年，他入选英格兰田径名人堂。

## 延伸阅读
- Nelson, Cordner and Quercentani, Roberto  (1985): The Milers
- Watman, Mel (1981): Encyclopedia of Track and Field Athletics
- Peter Matthews & Ian Buchanan (1995): All-Time Greats of British & Irish Sport